# Crise da dívida pública da Grécia
A crise da dívida pública da Grécia foi uma crise nacional que se iniciou no contexto da crise da dívida pública da Zona Euro, esta última com origens em 2008, embora haja quem diga que a Grécia vive em crise econômica desde a sua independência.
A situação se agravou quando foi  descoberto que o governo grego estava ocultando dados macroeconômicos, entre eles o verdadeiro valor da dívida nacional.
Em 23 de abril de 2010 o governo grego viu-se obrigado a pedir empréstimo de € 100 000 milhões da União Europeia. Em 2015, os grandes bancos gregos perdoaram a dívida de mutuários mais pobres.

## Pacotes de austeridade

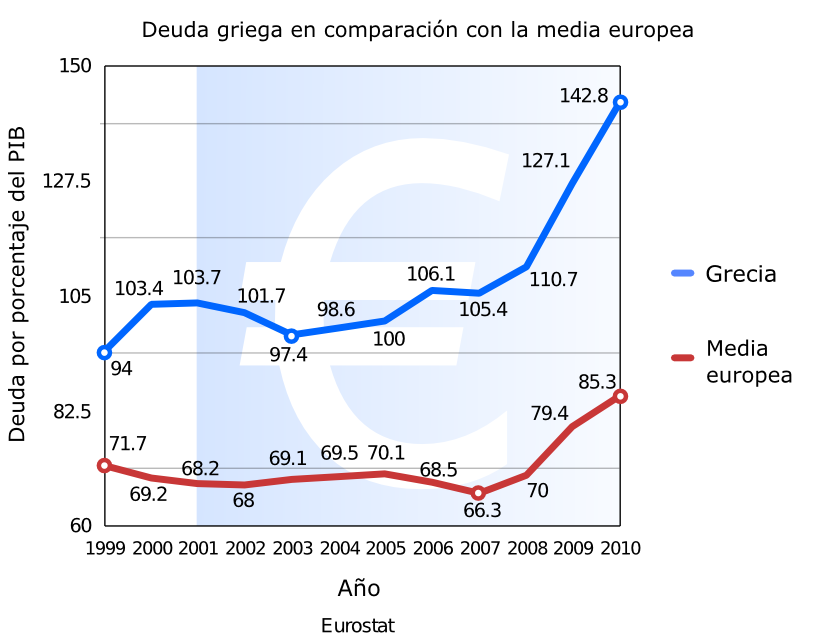
Evolução da dívida grega em comparação com a média da eurozona.

A Grécia adotou uma série de pacotes de austeridade desde 2010. De acordo com a investigação publicada em 5 de maio de 2010 pelo Citibank, o aperto fiscal foi "inesperadamente duro": Um total de 30 mil milhões de euros (i.e. 12,5% do PIB grego de 2009), cerca de 5% da redução do PIB em 2010 e mais 4% de aperto em 2011.

### Primeiro pacote de austeridade
O primeiro pacote chegou com a assinatura de um memorando de entendimento com o FMI e o BCE e relativo a um empréstimo de 80 milhões de euros. O pacote foi implementado em 9 de fevereiro de 2010 e incluiu um congelamento de salários de todos os funcionários públicos, corte de 10% em bónus e em horas extraordinárias, além de redução forte em viagens de trabalho.

### Segundo pacote de austeridade (Lei de Proteção da Economia)
Em 5 de março de 2010, em pleno temor de bancarrota, o parlamento grego aprovou a Lei de Proteção da Economia, o que se esperava para salvar outros 4800 milhões de euros.  As medidas incluem (além do anterior): cortes de 30% em subsídios de Natal e de Páscoa e fim dos bónus de ausência, um novo corte de 12% em bónus públicos, um corte de 7% nos salários dos funcionários públicos e privados, um aumento das taxas do IVA de 4,5% para 5%, de 9% para 10% e de 19% para 21%, um aumento do imposto sobre a gasolina para 15%, um aumento dos impostos (já existente) em carros importados entre 10% e 30%, entre outros.
Em 23 de abril de 2010, depois de perceber que o pacote de austeridade segundo não conseguiu melhorar a situação económica do país, o governo grego pediu que a União Europeia / Fundo Monetário Internacional (FMI) ativasse o pacote de resgate. A Grécia precisava de dinheiro antes de 19 de maio, ou teria de enfrentar uma dívida de 11,3 bilhões de dólares. O FMI disse que estava "preparado para responder com celeridade a este pedido".
Pouco depois a Comissão Europeia, o FMI e o BCE criaram uma comissão tripartida (a Troika) para preparar um programa adequado de políticas económicas subjacentes a um empréstimo maciço. A Troika foi liderada por Servaas Deroose, da Comissão Europeia, e incluiu também Poul Thomsen (FMI) e Klaus Masuch (BCE). Em troca, o governo grego concordou em implementar novas medidas.

### Terceiro pacote de austeridade
Em 1 de Maio de 2010, o primeiro-ministro socialista Geórgios Papandréu anunciou uma nova ronda de medidas de austeridade, que foram descritas como "sem precedentes". As mudanças propostas, que visam salvar 38 000 000 000 de euros até 2012, representam a maior reforma do governo numa geração.  O projeto foi apresentado ao Parlamento em 4 de maio e aprovado em votação em separado, em 29 e 30 de junho. Foi recebido com uma greve geral e protestos em massa no dia seguinte, com três pessoas mortas nas manifestações violentas, dezenas de feridos e 107 presos.
As medidas incluem:
- Um corte de 8% sobre os subsídios do setor público (além dos dois pacotes de austeridade anteriores) e um corte de pagamento de 3% para funcionários do setor público.
- Limite do setor público de € 1000 introduziu a bianual de bónus, aboliu totalmente para aqueles que ganham mais de € 3000 por mês.
- Limite de € 500 por mês para salários mês 13 e 14 de funcionários públicos; abolida para empregados que recebem mais de € 3000 por mês.
- Limite de € 800 por mês em parcelas de pensão para 13 e 14 meses; abolida para os pensionistas a receber mais de € 2500 por mês.
- Retorno de um imposto especial sobre as pensões elevadas.
- Impostos extraordinários imposto sobre os lucros da empresa.
- Aumento do valor da propriedade (e, portanto, mais impostos).
- Aumento de imposto de 10% para todos os carros importados.
- As mudanças foram planeadas para as leis que regem lay-offs e horas extras.
- Aumentos de IVA para 23% (de 19%), 11% (de 9%) e 5,5% (de 4%).
- 10% de aumento de impostos de luxo e sobre o álcool, cigarros e combustível.
- Igualdade de homens e mulheres quanto aos limites da idade de reforma.
- Idade de reforma geral não mudou, mas um mecanismo foi introduzido para escalá-los às mudanças da esperança de vida.
- Um fundo de estabilidade financeira foi criada.
- A idade média de reforma para trabalhadores do setor público será aumentada de 61 para 65.
- O número de empresas públicas será reduzido de 6000 para 2000.[24]
- O número de municípios deve diminuir de 1000 para 400.[24]

Em 2 de maio de 2010, um acordo de empréstimo foi alcançado entre a Grécia, os outros países da zona euro, e o Fundo Monetário Internacional. O acordo consistia de imediatos 45 milhões de euros em empréstimos a serem fornecidos em 2010, com mais fundos disponíveis mais tarde. A primeira parcela cobriu 8500 milhões de euros de títulos gregos.
No total, 110 milhões de euros foram acordados. O interesse para os empréstimos da zona do euro é de 5%, considerado um nível bastante elevado para qualquer empréstimo de resgate. Os União Monetária Europeia empréstimos será pari passu e não superior como as do FMI. Na verdade, a antiguidade dos empréstimos do FMI se não tem nenhuma base legal, mas é respeitado, no entanto. Os empréstimos devem cobrir as necessidades da Grécia de financiamento para os próximos três anos, estimado em 30000 milhões de euros para o resto de 2010 e 40 000 milhões a cada de 2011 e 2012). De acordo com funcionários da UE, França e Alemanha   exigiram que as suas relações militares com a Grécia fossem uma condição de sua participação no resgate financeiro.
Em 12 de maio de 2010 o déficit reduziu-se 40% face ao ano anterior.

### Quarto pacote de austeridade (plano a médio prazo)
Austeridade adicional foi introduzida em 2011. No meio do descontentamento popular, protestos e uma greve de 24 horas em toda a Grécia, o Parlamento debateu sobre se deve ou não aprovar uma lei com nova austeridade, conhecida na Grécia como "mesoprothesmo" (meados da década - termo [plano]). A intenção do governo de passar medidas de austeridade se deparou com o descontentamento de dentro do governo e do parlamento, bem como, mas acabou por ser aprovada com 155 votos a favor (a maioria de 5 lugares marginais). Horst Reichenbach encabeçou a task-force de supervisão da implementação grega da austeridade e do ajustamento estrutural.
As novas medidas incluíram:  aumento de 50 000 000 000 € de privatizações e vendas de propriedades do governo, aumento dos impostos para aqueles com renda anual de mais de 8000 € de imposto extra, para aqueles com uma renda anual de mais de 12000 €, aumentando o IVA no setor da habitação, um imposto adicional de 2% para combater o desemprego, os pagamentos de pensões mais baixas que variam de 6% para 14% a partir dos anteriores 4% a 10%, a criação de uma agência especial responsável pela libertação de propriedades do governo, e outros.
Em 11 de agosto de 2011, o governo introduziu mais impostos, desta vez voltados para as pessoas que possuem bens imóveis. O novo imposto, que deve ser pago através de projeto de lei pelos proprietários pela conta de eletricidade, vai afetar 7,5 milhões de contas, e varia de 3 a 20 euros por metro quadrado. O imposto será aplicada para 2011-2012 e é esperado aumentar 4000 milhões de euros em receita.
Em 19 de Agosto de 2011, o ministro das finanças grego, Evangelos Venizelos, disse que novas medidas de austeridade "não devem ser necessárias". Em 20 de agosto de 2011 foi revelado que as medidas econômicas do governo ainda estavam fora de aplicação; a receita do governo desceu 1900 milhões de euros, enquanto os gastos subiram 2700 milhões.
Numa reunião com representantes dos setores económicos do país em 30 de agosto de 2011, o primeiro-ministro e o ministro das finanças reconheceram que algumas das medidas de austeridade eram irracionais, tais como o IVA elevado afirmando que foram forçados a tomá-las sem alternativa.
Em outubro, o primeiro-ministro grego George Papandreou teve apoio parlamentar para tomar novas medidas de austeridade. Estas novas medidas permitiriam à Grécia obter uma parcela extra de empréstimos internacionais que impediriam um default da dívida soberana e tornaria, possível a anulação parcial da dívida grega, o chamado Envolvimento do Sector Privado (ISP). Como resultado deste apoio, foi concedido pela UE à Grécia um quid pro quo de austeridade e um empréstimo de 100 000 milhões de euros além de uma redução da dívida de 50% através de PSI. Numa semana, Papandreou, apoiado unanimemente pelo seu governo, anunciou um referendo sobre este negócio, o que causou ondas de choque nos mercados financeiros. Por fim a chanceler da Alemanha, Angela Merkel e o presidente da França, Nicolas Sarkozy, fizeram um ultimato declarando que, a menos que o referendo resultasse na aprovação das novas medidas, iriam reter o pagamento do empréstimo em atraso de 6000 milhões de euros a Atenas, sendo esse dinheiro que a Grécia precisava, em meados de dezembro.  Papandreou cancelou a referendo no dia seguinte depois de o Partido da Nova Democracia, os líderes da oposição, concordar em apoiar o acordo.
Em 10 de novembro Papandreou renunciou ao cargo de primeiro-ministro na sequência de um acordo com o Partido da Nova Democracia e o Grupo Popular Ortodoxo para que pudesse ser nomeado um novo primeiro-ministro que promulgasse leis associadas à implementação das novas medidas que foram acordadas com a UE. A pessoa escolhida para esta tarefa foi o tecnocrata Lucas Papademos, ex-Governador do Banco da Grécia e antigo vice-presidente do Banco Central Europeu. A sua nomeação foi criticada por partidos de esquerda como sendo "inconstitucional". Por outro lado, três sondagens diferentes feitas quando assumiu o cargo revelou que cerca de 75% dos gregos pensavam que o estado de emergência temporária de cariz tecnocrático era "positivo". A UE insistiu que qualquer que fosse o governo eleito depois de Papademos em 2012, deveria ser obrigado a honrar o acordado com a estratégia de austeridade UE-FMI. Assim, exigiu que os líderes político-partidários gregos assinassem cartas juridicamente vinculativas nesse sentido, bem como em relação a quaisquer medidas adicionais que possam ser necessárias no futuro como parte do segundo pacote de resgate. Papademos argumentou em favor da assinatura, mesmo diante da oposição das principais fações pró-austeridade do seu governo. Essas cartas obrigariam os governos gregos à austeridade e ajustamento estrutural até 2020. No final de dezembro, foi anunciado que a eleição geral para substituir a administração tecnocrática de Papademos deveria ser adiada até abril de 2012, pois era necessário mais tempo para finalizar os planos de austeridade e ajustamento estrutural, bem como para concluir as negociações sobre a redução da dívida grega.
A conclusão do acordo sobre o perdão de 50% da dívida, exigido pela troika como condição para conceder mais ajuda, provou ser difícil no início de 2012, com os "hedge funds" a serem os mais difíceis de convencer. Em entrevista ao The New York Times, Papademos disse que se o seu país não recebesse acordo unânime dos seus obrigacionistas para que voluntariamente perdoassem 100 000 milhões de euros da dívida grega, de um total de 340 000 milhões, ele consideraria legislar no sentido de forçar as perdas obrigacionistas, e que se as coisas corressem bem, os gregos poderiam esperar "o fim da austeridade" em 2013. Outros defenderam que mesmo os 50% propostos não seriam suficientes para evitar um default da dívida soberana.

### Quinto pacote de austeridade
Se penhorou vários bens públicos em 2012 a favor de bancos, incluso depósitos de empresas que chegaram a ser espionadas por potencias estrangeiras que desejavam identificar patrimônios escondidos.